# Rattus pococki
Rattus pococki — один з видів гризунів роду пацюків (Rattus).

## Таксономічні примітки
Цей вид часто вважається підвидом Rattus niobe. Необхідне подальше вивчення R. niobe комплексу.

## Поширення
Поширений у нижніх гірських лісах Центральних Кордильєр Нової Гвінеї (провінція Папуа, Індонезія і Папуа Нова Гвінея) на висотах від 1500 до 2500 м над рівнем моря.

## Загрози та охорона
Немає серйозних загрози цьому виду. Можливо, зустрічається в Національному парку Лоренца.